# (440) Феодора
(440) Феодора (англ. Theodora) — астероид главного пояса, который был открыт 13 октября 1898 года американским астрономом Эдвином Коддингтоном в Ликской обсерватории и назван в честь дочери Джулиуса Стоуна, благотворителя Университета штата Огайо. 

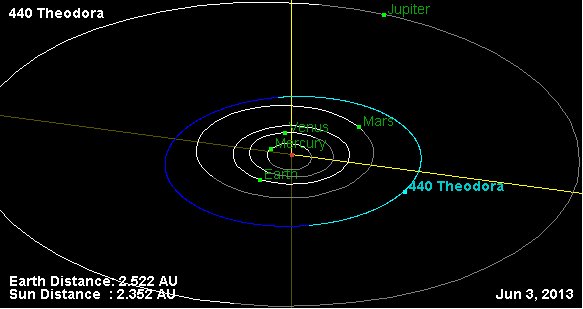
Орбита астероида Феодора и его положение в Солнечной системе